# Вацлав Немечек
Вацлав Немечек (чеськ. Václav Němeček, нар. 25 січня 1967, Градець-Кралове) — чехословацький, згодом чеський футболіст, що грав на позиції півзахисника, зокрема за збірні Чехословаччини і Чехії. У складі останньої — срібний призер Євро-1996.

## Клубна кар'єра
Народився 25 січня 1967 року в місті Градець-Кралове. Вихованець футбольної школи місцевого однойменного клубу.
У дорослому футболі дебютував 1985 року виступами за празьку «Спарту», в якій провів сім сезонів, взявши участь у 174 матчах чемпіонату.  Більшість часу, проведеного у складі «Спарти», був основним гравцем команди. За цей час п'ять разів виборював титул чемпіона Чехословаччини.
Згодом з 1992 по 1995 рік грав у Франції за «Тулузу», після чого півтора сезони провів у Швейцарії, граючи за «Серветт». 1997 року повернувся на батьківщину, де того року виборов у складі рідної празької «Спарти» титул чемпіона Чехії.
Завершив професійну ігрову кар'єру в китайському «Далянь Ваньда», за команду якого виступав протягом 1998—1999 років.

## Виступи за збірні
1988 року дебютував в офіційних матчах у складі національної збірної Чехословаччини. Протягом наступних п'яти років провів у її формі 40 матчів, забивши 5 голів. Брав участь у чемпіонаті світу 1990 року в Італії.
1994 року після створення національної збірної Чехії дебютував у її складі. До 1998 року відіграв за чеську збірну 20 матчів, включно з чотирма іграми чемпіонату Європи 1996 року в Англії, де разом з командою здобув «срібло».

## Титули і досягнення

### Командні
- Чемпіон Чехословаччини (5):

«Спарта» (Прага): 1986-1987, 1987-1988, 1988-1989, 1989-1990, 1990-1991
- Володар Кубка Чехословаччини (2):

«Спарта» (Прага): 1987-1988, 1991-1992
- Чемпіон Чехії (1):

«Спарта» (Прага): 1996-1997
- Володар Кубка Чехії (1):

«Спарта» (Прага): 1995-1996
- Віце-чемпіон Європи: 1996